# Artur Felfner
Artur Felfner (en ucraniano: Артур Фельфнер, 17 de octubre de 2003) es un deportista ucraniano que compite en atletismo. En los Juegos Europeos de Cracovia 2023 consiguió una medalla de bronce en la prueba de lanzamiento de jabalina.

## Palmarés internacional
| Juegos Europeos | Juegos Europeos   | Juegos Europeos   | Juegos Europeos |
| Año             | Lugar             | Medalla           | Prueba          |
| --------------- | ----------------- | ----------------- | --------------- |
| 2023            | Chorzów (Polonia) | Medalla de bronce | Jabalina        |